# 366 (číslo)
Tři sta šedesát šest je přirozené číslo, které následuje po čísle tři sta šedesát pět a předchází číslu tři sta šedesát sedm. Římskými číslicemi se zapisuje CCCLXVI a řeckými číslicemi τξϛ.

## Matematika
366 je:
- Abundantní číslo
- Nešťastné číslo

## Astronomie
- 366 je počet dní přestupného roku
- (366) Vincentina je planetka hlavního pásu, kterou objevil v roce 1893 Auguste Charlois

## Doprava
- Silnice II/366 je česká silnice II. třídy vedoucí na trase Mikuleč – Svitavy peáž s I/43 – Sklené – Křenov – Jevíčko peáž s II/371 – Jaroměřice – Konice – Kostelec na Hané – Prostějov[1]

## Roky
- 366
- 366 př. n. l.